# Wereldkampioenschap wegrace klasse 50 cc

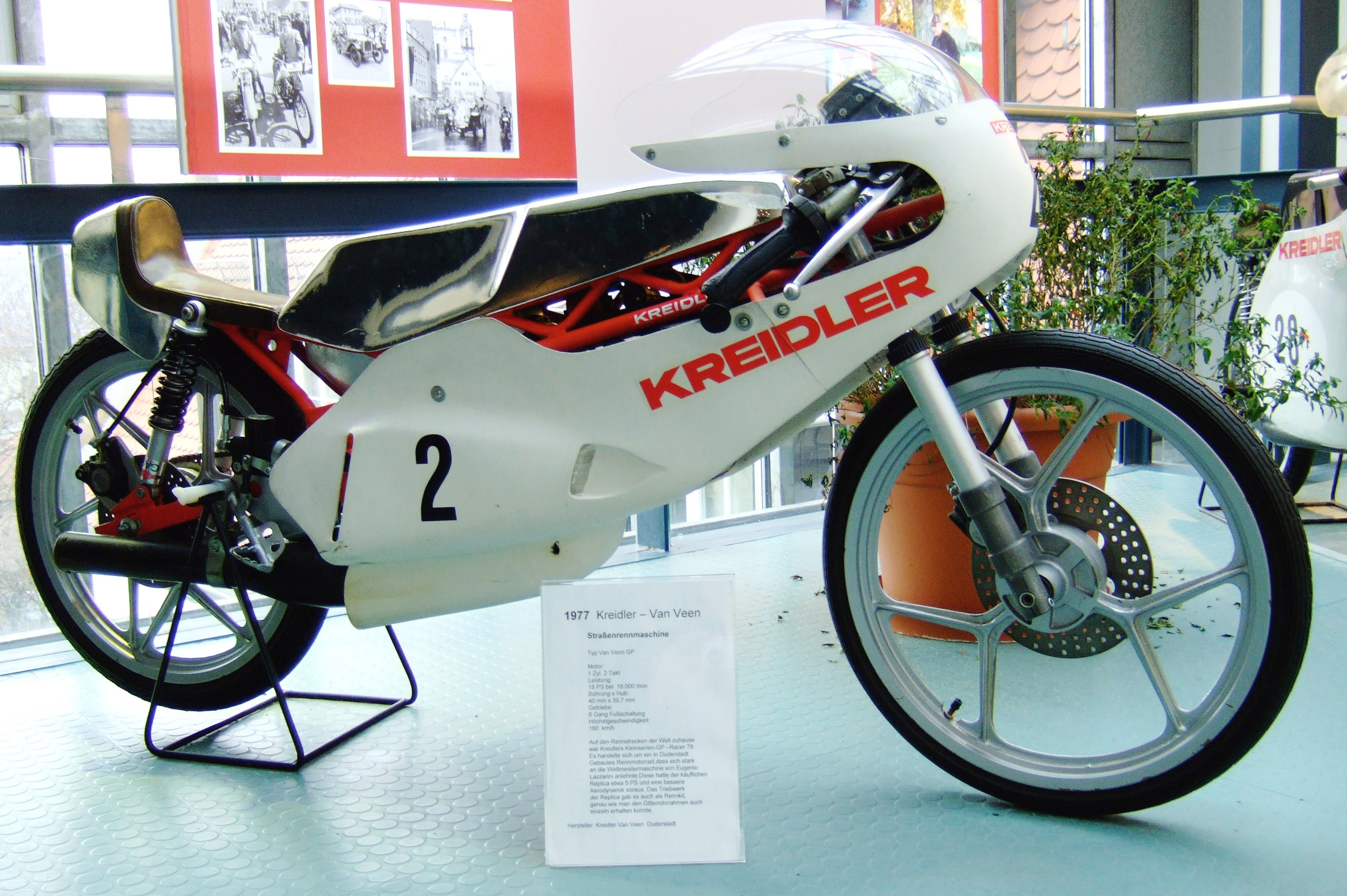
Kreidler-Van Veen uit 1977, 18 pk bij 18.000 rpm, 6 versnellingen en een top van 160 km/h

De klasse 50 cc (ook wel de borrelglasklasse genoemd) was de lichtste klasse in de motorsport wegrace, en stond op het programma van het wereldkampioenschap wegrace van 1962 tot 1983; daarna werd de klasse vervangen door die van 80 cc.
De Spanjaard Ángel Nieto was de grote figuur in deze klasse; tussen 1969 en 1976 won hij zesmaal de wereldtitel. Ook de Nederlanders Jan de Vries (tweemaal) en Henk van Kessel werden in deze klasse wereldkampioen.

## Geschiedenis en ontwikkeling van de klasse
De lage kostprijs en toenemende beschikbaarheid van 50 cc motoren en, vooral in Nederland, bromfietsen vlak na de Tweede Wereldoorlog leidde al snel tot een aantal georganiseerde race-evenementen voor machines in deze klasse. De eerste hiervan werden georganiseerd in Engeland en Italië.

### 1961 - Coupe d'Europe
De FIM onderkende het potentieel van deze klasse en stond organisatie van nationale kampioenschappen toe. In 1961 organiseerde de FIM de Coupe d' Europe, een serie internationale races voor 50 cc machines, elk met vast omschreven race-duur en andere regulering om te komen tot een vaste set Grand Prix regels. De races trokken een variëteit aan deelnemers uit verschillende landen maar werden gedomineerd door Kreidler fabrieksmachines. Gebaseerd op een standaard Kreidler Florett wegmachine met een eencilinder tweetakt, lichtgewicht frame, speciaal bewerkte cilinderkop en cilinder, dubbele 16 mm Bing carburateur met roterende inlaat en verbeterde vering en remmen. Tegen het eind van het seizoen was de machine voorzien van rudimentaire stroomlijn en mede door vergroting van de carburateurdoorlaat naar 17 mm leverde de machine 9 pk wat, via een vier-versnellingsmechanisme, leidde tot een topsnelheid van meer dan 135 km/h.

### 1962 - WK status

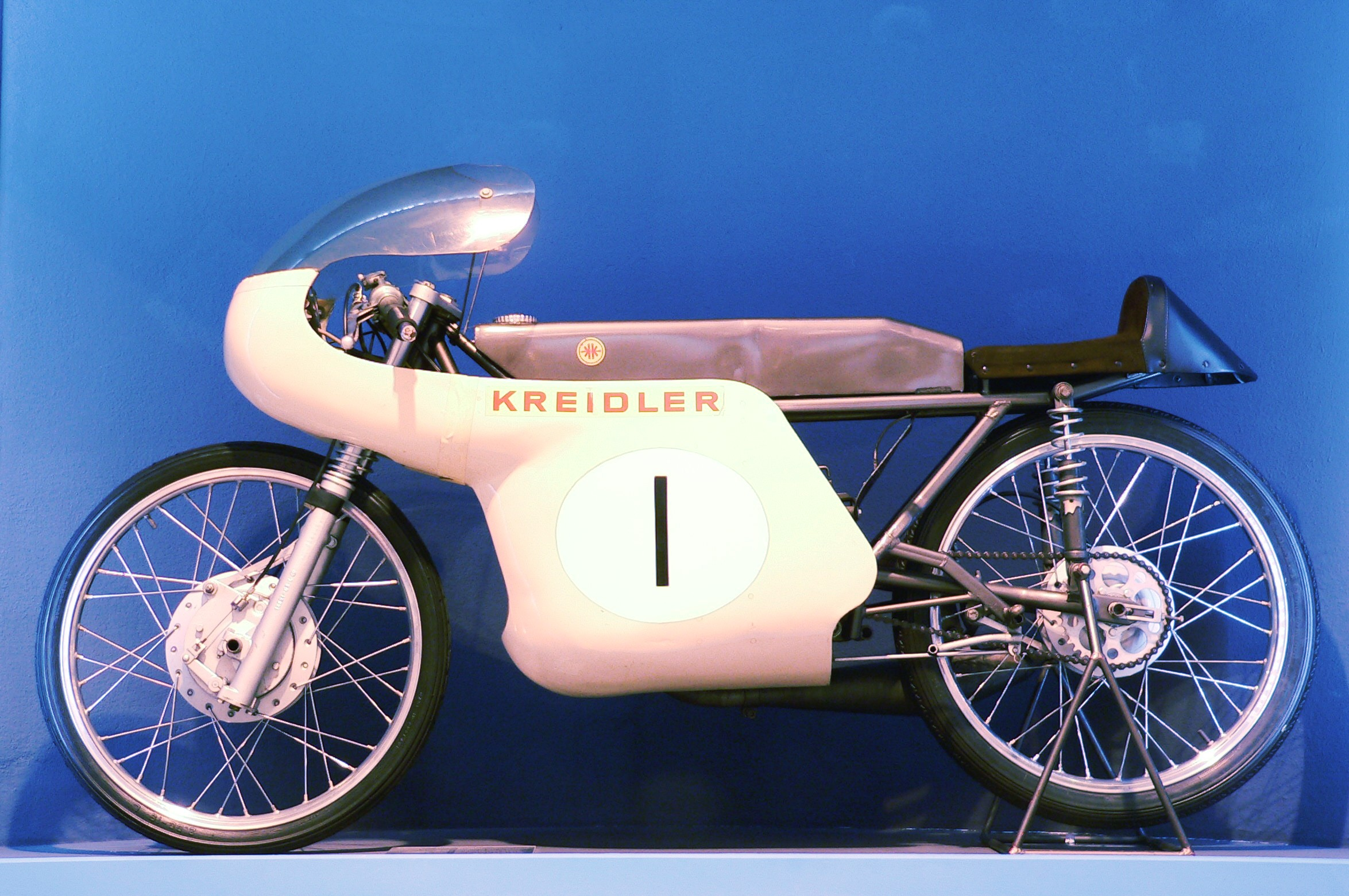
Kreidler uit 1963

Het succes van de nieuwe klasse werd in 1962 door de FIM beloond door de 50 cc klasse Wereldkampioensstatus te verlenen. Naast inschrijvingen door Europese fabrieken als Kreidler en Tomos leverde dit ook belangstelling uit Japan op, uitmondend in volledige fabrieksteams van zowel Honda als Suzuki. De Spaanse Derbi fabriek nam met een enkele fabrieksmachine deel aan de Spaanse Grand Prix.

De Kreidlers waren inmiddels uitgebreid met een handbediend drie-versnellings mechanisme dat, samen met de door de voet bediende vierversnellingsbak, tot twaalf versnellingen leidde. Dit grote aantal versnellingen was nodig omdat de machientjes een zeer smalle effectieve powerband (toerentalgebied met het meeste vermogen) hadden van 500 tot 1000 omwentelingen per minuut. Ondertussen leverde de krachtbron 10 pk bij 11.000 rpm. De ontwikkelingen bij Kreidler werden echter gehinderd door het standpunt van de fabrieksleiding dat de racemachines gebaseerd moesten zijn op de wegmachines. De concurrentie, voornamelijk Honda en Suzuki, kende deze beperking niet.

### Honda
Honda was de enige fabrikant die uitkwam met viertakt machines. Dit was een gevolg van het uitbrengen van de Honda Dream Model E in 1951. Vanaf dat moment bracht Honda enkel viertakt motorfietsen uit terwijl voor 1951 tweetakten de dienst uitmaakten. Deze omslag en de daaraan gekoppelde langetermijntoewijding aan de meer ingewikkelde viertakt technologie kwam ofwel rechtstreeks van oprichter Soichiro Honda of meer indirect van directeur Takeo Fujisawa van wie werd gezegd dat hij walgde van het geluid en rook die een tweetakt machine produceerde en van de extra moeite die Honda berijders moesten doen door hun brandstof te moeten mengen met smeerolie.
Honda begon het GP-seizoen van 1962 met de RC 110 die werd aangekondigd op de Japanse Motor Show van 1961. Aangedreven door een eencilinder motor voorzien van een dubbele bovenliggende nokkenas met vier kleppen aangedreven door een tandwieltrein leverde de machine 9 pk bij 14.000 rpm.

Tijdens de introductie had de machine een vijf-versnellingsbak, maar bij de openingsrace, de GP van Spanje, was dit al uitgebreid tot zes versnellingen. Toch kon Honda de concurrentie nog niet aan. Rijder Tommy Robb opperde dat meer versnellingen zouden helpen en was stomverbaasd dat een week later, bij de Franse GP, het aantal versnellingen al was verhoogd tot acht.

Dit bleek nog steeds niet voldoende te zijn om de concurrentie bij te benen. Drie weken later, tijdens de Isle of Man TT hadden de machines negen versnellingen en was het vermogen opgelopen naar (ongeveer) 10 pk bij 17.000 rpm. Ergens gedurende al deze wijzigingen werd het typenummer veranderd in RC 111.

### Suzuki
In contrast hiermee hield Suzuki vast aan de tweetakt technologie. Hun eencilinder RM 62 met roterende inlaat leverde 10 pk bij 12.000 rpm. Rijder Ernst Degner, die het voorgaande jaar was overgelopen van het Oost-Duitse MZ, nam de technische geheimen van MZ mee wat zonder twijfel de voornaamste oorzaak was dat Suzuki het eerste 50 cc wereldkampioenschap won.
De jaren daarop werd de 50 cc klasse gedomineerd door de Japanse fabrieken die elkaar de loef probeerden af te steken in een geldverslindende technologische ontwikkelingsrace. Dit resulteerde in hypergetunede machientjes met peperdure materialen en twee- en zelfs driecilinder motoren.

### 1969 - technische beperkingen
De FIM probeerde hier een eind aan te maken door met ingang van 1969 beperkingen op te leggen, zoals maximaal aantal cilinders (1) en versnellingen (6). De Japanse fabrikanten trokken zich hierop collectief terug uit de 50 cc klasse.
De Europese fabrikanten zagen nu weer kans succesvol deel te nemen. Tussen 1969 en 1976 wist de Spaanse coureur Ángel Nieto het kampioenschap zes keer op zijn naam te schrijven, rijdend op Derbi.
Hij vocht hierbij legendarische duels uit met diverse Nederlandse coureurs. Voornaamste hiervan was Jan de Vries die zelf twee keer wereldkampioen werd.

### Duel Nieto / de Vries
Het duel dat deze beide rijders gedurende het gehele seizoen 1972 uitvochten wordt nog steeds door velen gezien als de spannendste serie motor-race wedstrijden ooit. Aan het eind van het seizoen hadden beide rijders precies evenveel punten, overwinningen en tweede plaatsen behaald. De winnaar werd uiteindelijk bepaald door de tijden van zes wedstrijden bij elkaar op te tellen. Nieto bleek gewonnen te hebben met 21 en een halve seconde verschil.

## Wereldkampioenen GP 50cc
| Jaar | Kampioen             | Land | Motorfiets | tweede plaats        | Land | Merk      | derde plaats         | Land | Merk     |
| ---- | -------------------- | ---- | ---------- | -------------------- | ---- | --------- | -------------------- | ---- | -------- |
| 1962 | Ernst Degner         | GDR  | Suzuki     | Hans Georg Anscheidt | GER  | Kreidler  | Jan Huberts          | NED  | Kreidler |
| 1963 | Hugh Anderson        | NZL  | Suzuki     | Hans Georg Anscheidt | GER  | Kreidler  | Ernst Degner         | GDR  | Suzuki   |
| 1964 | Hugh Anderson        | NZL  | Suzuki     | Ralph Bryans         | IRL  | Honda     | Hans Georg Anscheidt | GER  | Kreidler |
| 1965 | Ralph Bryans         | IRL  | Honda      | Hugh Anderson        | NZL  | Suzuki    | Luigi Taveri         | SUI  | Honda    |
| 1966 | Hans Georg Anscheidt | GER  | Suzuki     | Ralph Bryans         | IRL  | Honda     | Luigi Taveri         | SUI  | Honda    |
| 1967 | Hans Georg Anscheidt | GER  | Suzuki     | Yoshimi Katayama     | JPN  | Suzuki    | Stuart Graham        | GBR  | Suzuki   |
| 1968 | Hans Georg Anscheidt | GER  | Suzuki     | Paul Lodewijkx       | NED  | Jamathi   | Barry Smith          | AUS  | Derbi    |
| 1969 | Ángel Nieto          | ESP  | Derbi      | Aalt Toersen         | NED  | Kreidler  | Barry Smith          | AUS  | Derbi    |
| 1970 | Ángel Nieto          | ESP  | Derbi      | Aalt Toersen         | NED  | Jamathi   | Rudolf Kunz          | GER  | Kreidler |
| 1971 | Jan de Vries         | NED  | Kreidler   | Ángel Nieto          | ESP  | Derbi     | Jos Schurgers        | NED  | Kreidler |
| 1972 | Ángel Nieto          | ESP  | Kreidler   | Jan de Vries         | NED  | Kreidler  | Theo Timmer          | NED  | Jamathi  |
| 1973 | Jan de Vries         | NED  | Kreidler   | Bruno Kneubühler     | SUI  | Kreidler  | Theo Timmer          | NED  | Jamathi  |
| 1974 | Henk van Kessel      | NED  | Kreidler   | Herbert Rittberger   | GER  | Kreidler  | Julien van Zeebroeck | BEL  | Kreidler |
| 1975 | Ángel Nieto          | ESP  | Kreidler   | Eugenio Lazzarini    | ITA  | Piovatici | Julien van Zeebroeck | BEL  | Kreidler |
| 1976 | Ángel Nieto          | ESP  | Bultaco    | Herbert Rittberger   | GER  | Kreidler  | Ulrich Graf          | SUI  | Kreidler |
| 1977 | Ángel Nieto          | ESP  | Bultaco    | Eugenio Lazzarini    | ITA  | Kreidler  | Ricardo Tormo        | ESP  | Bultaco  |
| 1978 | Ricardo Tormo        | ESP  | Bultaco    | Eugenio Lazzarini    | ITA  | Kreidler  | Patrick Plisson      | FRA  | ABF      |
| 1979 | Eugenio Lazzarini    | ITA  | Kreidler   | Rolf Blatter         | SUI  | Kreidler  | Patrick Plisson      | FRA  | ABF      |
| 1980 | Eugenio Lazzarini    | ITA  | Kreidler   | Stefan Dörflinger    | SUI  | Kreidler  | Hans Hummel          | AUT  | Kreidler |
| 1981 | Ricardo Tormo        | ESP  | Bultaco    | Theo Timmer          | NED  | Bultaco   | Stefan Dörflinger    | SUI  | Kreidler |
| 1982 | Stefan Dörflinger    | SUI  | Kreidler   | Eugenio Lazzarini    | ITA  | Garelli   | Claudio Lusuardi     | ITA  | Villa    |
| 1983 | Stefan Dörflinger    | SUI  | Kreidler   | Eugenio Lazzarini    | ITA  | Garelli   | Claudio Lusuardi     | ITA  | Villa    |

## Europese kampioenen GP 50cc
| Jaar | Klasse | Kampioen                        |
| ---- | ------ | ------------------------------- |
| 1961 | 50 cc  | Hans Georg Anscheidt (Kreidler) |
| 1981 | 50 cc  | Giuseppe Ascareggi (Minarelli)  |
| 1982 | 50 cc  | Zdranko Matulja (Tomos)         |